# Yêu thực sự
Yêu thực sự (tựa gốc: Love Actually) là một phim điện ảnh hài lãng mạn chủ đề Giáng sinh năm 2003 do Richard Curtis đạo diễn kiêm viết kịch bản. Nội dung xoay quanh rất nhiều khía cạnh của tình yêu bao gồm 10 câu chuyện riêng lẻ của những cá nhân khác nhau, sau này trong số họ có một số đã liên kết với nhau cùng với sự phát triển của nội dung phim.
Bộ phim được thực hiện chủ yếu ở London và chỉ bắt đầu quay 5 tuần trước ngày Giáng sinh rồi buộc phải gấp rút hoàn thiện cho kịp dịp nghỉ lễ, dẫn tới việc quay đoạn kết chỉ được bắt đầu vào 1 tháng sau đó.